# 阿兰库尔 (摩泽尔省)
阿兰库尔（法語：Arraincourt，法語發音：[aʁɛ̃kuʁ]；洛林语：Harainco）是法国摩泽尔省的一个市镇，属于福尔巴克-布莱摩泽尔区。

## 地理
阿兰库尔（48°58'23"N, 6°31'58"E）面积4.74 平方千米，位于法国大東部大區摩泽尔省，该省份为法国东北部内陆省份，是洛林的一部分，西南接默尔特-摩泽尔省，东临下莱茵省，北与卢森堡和德国接壤。
与阿兰库尔接壤的市镇（或旧市镇、城区）包括：布吕朗日、奥拉库尔、莱斯、马尼、蒂库尔。

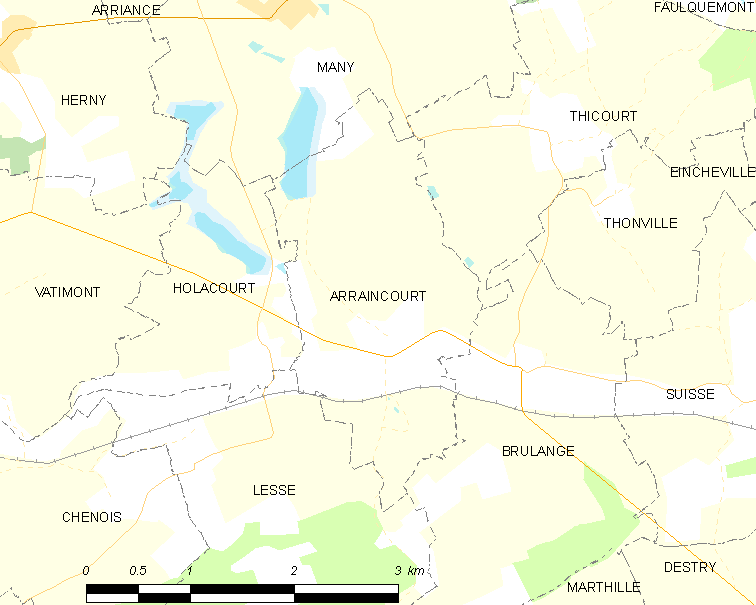
的OSM定位图

阿兰库尔的时区为UTC+01:00、UTC+02:00（夏令时）。

## 行政
阿兰库尔的邮政编码为57380，INSEE市镇编码为57027。

## 政治
阿兰库尔所属的省级选区为福尔克蒙县。

## 人口

1962-2008年间人口变化图示

阿兰库尔于2022年1月1日时的人口数量为123人。